# Saison 2005 de l'équipe cycliste AG2R Prévoyance
L'équipe cycliste AG2R Prévoyance a en 2005 le statut d'équipe continentale professionnelle. Elle a essentiellement participé à des épreuves de l'UCI Europe Tour.
Elle a participé à quelques épreuves du ProTour comme Paris-Nice, Paris-Roubaix, la Flèche wallonne, Liège-Bastogne-Liège, le Critérium du Dauphiné libéré, le Tour de France, la HEW Cyclassics, le Grand Prix de Plouay, le Grand Prix de Zurich ou Paris-Tours.
L'équipe rejoindra le circuit ProTour à la fin de la saison 2005.

## Effectif
| Cycliste           | Date de naissance | Nationalité | Équipe 2004                                   |
| ------------------ | ----------------- | ----------- | --------------------------------------------- |
| Mikel Astarloza    | 17/11/1979        | Espagne     |                                               |
| Sylvain Calzati    | 01/07/1979        | France      | RAGT Semences                                 |
| Íñigo Chaurreau    | 14/04/1973        | Espagne     |                                               |
| Philip Deignan     | 07/09/1983        | Irlande     | VC La Pomme Marseille                         |
| Cyril Dessel       | 29/11/1974        | France      | Phonak                                        |
| Samuel Dumoulin    | 20/08/1980        | France      |                                               |
| Andy Flickinger    | 04/11/1978        | France      |                                               |
| Simon Gerrans      | 16/05/1980        | Australie   | UC Nantes Atlantique                          |
| Stéphane Goubert   | 13/03/1970        | France      |                                               |
| Yuriy Krivtsov     | 07/02/1979        | Ukraine     |                                               |
| Julien Loubet      | 11/01/1985        | France      | GSC Blagnac (équipe amateur) jusqu'au 30 juin |
| Laurent Mangel     | 22/05/1981        | France      | SCO Dijon                                     |
| Lloyd Mondory      | 26/04/1982        | France      |                                               |
| Jean-Patrick Nazon | 18/01/1977        | France      |                                               |
| Christophe Oriol   | 28/02/1973        | France      |                                               |
| Nicolas Portal     | 23/04/1979        | France      |                                               |
| Erki Pütsep        | 25/05/1976        | Estonie     |                                               |
| Christophe Riblon  | 17/01/1981        | France      | CC Nogent-sur-Oise                            |
| Mark Scanlon       | 10/10/1980        | Irlande     |                                               |
| Ludovic Turpin     | 22/03/1975        | France      |                                               |
| Alexandre Usov     | 27/08/1977        | Biélorussie | Phonak                                        |
| Tomas Vaitkus      | 04/02/1982        | Lituanie    | Landbouwkrediet                               |
| Stagiaire          | Date de naissance | Nationalité | Équipe 2005                                   |
| René Mandri        | 20 janvier 1984   | Estonie     | EC Saint-Étienne-Loire (équipe amateur)       |
| Stéphane Poulhiès  | 26 juin 1985      | France      | Albi VS (équipe amateur)                      |
| Blaise Sonnery     | 21 mars 1985      | France      | Chambéry CF (équipe amateur)                  |

## Bilan de la saison

### Victoires
L'équipe remporte 22 victoires ,,,.
| Date       | Course                                                           | Pays      | Classe | Vainqueur          |
| ---------- | ---------------------------------------------------------------- | --------- | ------ | ------------------ |
| 03/04/2005 | GP de Rennes                                                     | France    | 1.1    | Ludovic Turpin     |
| 06/04/2005 | 2e étape A du Circuit de la Sarthe                               | France    | 2.1    | Andy Flickinger    |
| 08/04/2005 | 1re étape du Circuit des Ardennes                                | France    | 2.2    | Aliaksandr Usau    |
| 10/04/2005 | 4e étape du Circuit des Ardennes                                 | France    | 2.2    | Mark Scanlon       |
| 16/04/2005 | Tour du Finistère                                                | France    | 1.1    | Simon Gerrans      |
| 29/04/2005 | 3e étape du Tour de Castille-Leon (contre-la-montre par équipes) | Espagne   | 2.1    |                    |
| 26/05/2005 | 2e étape de Tour de Bavière                                      | Allemagne | 2.HC   | Jean-Patrick Nazon |
| 27/05/2005 | GP de Tartu                                                      | Estonie   | 1.1    | Tomas Vaitkus      |
| 07/06/2005 | 2e étape du Critérium du Dauphiné Libéré                         | France    | WT     | Samuel Dumoulin    |
| 17/06/2005 | 1re étape des Boucles de la Mayenne                              | France    | 2.2.   | Aliaksandr Usau    |
| 18/06/2005 | 2e étape des Boucles de la Mayenne                               | France    | 2.2    | Laurent Mangel     |
| 03/08/2005 | Tour du Doubs                                                    | France    | 1.1    | Philip Deignan     |
| 07/08/2005 | 2e étape du Tour du Limousin                                     | France    | 2.1    | Samuel Dumoulin    |
| 25/08/2005 | GP de Carnaghese                                                 | Italie    | 1.1    | Simon Gerrans      |
| 31/08/2005 | 1re étape du Tour de Hesse                                       | Allemagne | 2.1    | Jean-Patrick Nazon |
| 03/09/2005 | 4e étape du Tour de Hesse                                        | Allemagne | 2.1    | Aliaksandr Usau    |
| 07/09/2005 | Mémorial Van Steenbergen                                         | Belgique  | 1.1    | Jean-Patrick Nazon |
| 16/09/2005 | 1re étape du Tour de la Somme                                    | France    | 2.2    | Erki Pütsep        |
| 17/09/2005 | Tour de la Somme                                                 | France    | 2.2    | Erki Pütsep        |
| 11/10/2005 | 3e étape du Herald Sun Tour                                      | Australie | 2.1    | Simon Gerrans      |
| 15/10/2005 | Herald Sun Tour                                                  | Australie | 2.1    | Simon Gerrans      |

### Classements Coupe de France

#### Individuel
| Rang | Coureur         | Points |
| ---- | --------------- | ------ |
| 2    | Ludovic Turpin  | 108    |
| 13   | Lloyd Mondory   | 47     |
| 32   | Samuel Dumoulin | 24     |
| 36   | Yuriy Krivtsov  | 21     |
| 56   | Alexandre Usov  | 13     |
| 62   | Erki Pütsep     | 11     |

#### Équipe
L'équipe AG2R Prévoyance a terminé à la 4e place avec 77 points